# Сананкуа, Бинту
Бинту́ Сананкуа́  (фр. Bintou Sanankoua; род. 11 января 1943 года, Маасина, Французский Судан) — малийский историк, доктор наук, профессор истории отделения истории и географии Высшей нормальной школы в Бамако. Известна как автор трудов по истории Мали и Западной Африки.

## Биография
Бинту Сананкуа  родилась 11 января 1943 года в районе Маасина (ныне территория региона Мопти), колонии Французский Судан. В 1952 году была направлена на обучение в Региональную школу Мопти (фр. École Régionale de Mopti), которую окончила в 1958 году. В возрасте 15 лет переехала в административный центр колонии — Бамако, где продолжила обучение в католическом лицее Нотр-Дам (ныне лицей Нотр-Дам дю Нижер, фр.  Collège Notre Dame du Niger). В июне 1961 года, когда Мали уже стала независимым государством, Бинту Сананкуа завершила обучение в лицее и получила степень бакалавра Мали в области философии. В следующем, 1962 году, Бинту Сананкуа поступила в недавно получивший новое название лицей «Аскиа Мохамед» (фр.  Lycée Askia Mohamed), основанный в 1923 году и известный ранее как лицей Террасон дю Фужер.
Сананкуа писала о том времени:
Я принадлежала к той активной молодежи шестидесятых годов, которая требовала независимости и верила в будущее африканского континента. Я боролась в рядах малийской студенческой молодежи. С сотнями молодых малийцев я всем сердцем оплакивала убийство Патриса Лумумбы на улицах Бамако, куда мы вышли, чтобы разоблачать это гнусное преступление, совершенное империализмом. Мы принимали участие в демонстрациях в поддержку освободительной войны Алжира и  радовались его победе. Мы приветствовали рождение ОАЕ. Мы аплодировали Бен Белле и Хасану Il, когда они урегулировали пограничный конфликт своих стран на переговорах в Бамако. Мы вышли на улицы Бамако после падения президента Кваме Нкрумы чтобы еще раз разоблачать империализм. Мы  участвовали в демонстрации против американских бомбардировок и войны, навязанных храброму народу Вьетнама. Я принадлежала к той категории малийской молодежи, которая серьёзно задавалась вопросом о  настоящей революции.
После окончания лицея в 1965 году Сананкуа поступила в Высшую нормальную школу в Бамако (фр.  Ecole Normale Supérieure de Bamako), которую окончила в июне 1969 года, получив диплом по отделению истории и географии. В том же году она начала преподавательскую деятельность в лицеях Мали, а затем Нигера и Камеруна. Во время работы в Камеруне в 1974 году Сананкуа продолжила образование в Университете Яунде и в июне 1975 года получила диплом в области истории.
В 1976 году Бинту Санакуа вернулась в Мали и в 1977 году стала ассистентом отделения истории и географии Высшей нормальной школы инженеров в Бамако (фр. ENSUP). Это дало ей возможность в 1979 году отправиться на обучение в Париж, в Сорбонну, где в ноябре 1982 года она завершила докторат 3-го уровня и стала доктором наук в области истории.
В том же 1982 году Бинту Сананкуа вернулась в Мали и с тех пор преподаёт в Высшей нормальной школе Бамако качестве профессора истории отделения истории и географии.
В июле 1987 года профессор Ибрахим Баба Каке предложил Санакуа обратиться к новейшей истории Мали, в частности к событиям 1968 года, и написать книгу для его панафриканского издательского проекта
Первая известная публикация Бинту Сананкуа относится в 1989 году, когда она издала описание экспозиции древних арабских рукописей в Бамако 1-6 ноября 1988 года. В следующем году в Париже вышла её книга «Падение Модибо Кейты» посвящённая событиям ноября 1968 года. Тогда же была опубликована монография о существовавшей в XIX веке империи фульбе Маасина, располагавшейся на землях, где родилась Сананкуа. В 1991 году она в соавторстве выпустила работу об исламском образовании в Мали, в 1995 году участвовала в работе над книгой о древнем городе Дженне, памятнике Всемирного наследия ЮНЕСКО.
Одна из последних работ Бинту Сананкуа — изданная в 2007 году в Париже книга о роли ООН в развитии региональной интеграции стран Западной Африки на примере Мали.
Бинту Сананкуа вступала с осуждением политики самопровозглашённого на севере Мали государства Азавад, введения шариата и разрушения исторических памятников. Она поддержала проведённую Францией в 2013 году военную операцию «Сервал» по восстановлению территориальной целостности Мали. В феврале 2013 года в своём интервью французской журналистке Доминик Гольм из журнала Le Monde она заявила, что созданное в 1960 году малийское государство было фактически разрушено в ходе исламского завоевания и было спасено Францией от окончательного уничтожения. Бинту Сананкуа высказалась за продолжительное французское присутствие в Мали, которое гарантировало бы восстановление страны.

## Сочинения
- Bintou Sanankoua. Une exposition de manuscrits arabes anciens à Bamako. (1er-6 novembre 1988).. — Bamako: S.l.?,, 1989.
- Bintou Sanankoua. La chute de Modibo Keita. Coll. Afrique Contemporaine, dirigée par Ibrahima Baba Kaké. — Paris.: Editions Chaka, 1990. — 196 с.
- Bintou Sanankoua. Un empire peul au XIXe siècle : la Diina du Maasina. — Paris.: Karthala : A.C.C.T., 1990.
- Bintou Sanankoua, Louis Brenner; University of London. School of Oriental and African Studies. L'enseignement islamique au Mali. — Bamako, Mali; London: Bamako, Mali : Editions Jamana ; London : Diffusé au Royaume Uni par la School [of] Oriental and African Studies, University of London, 1991.
- Bernhard Gardi; Pierre Maas; Geert Mommersteeg; Bintou Sanankoua; M Daru; All authors. Djenné, il y a cent ans. — Amsterdam: Institut Royal des Tropiques ; Bâle [etc.] : Museum für Völkerkunde [etc.],, 1995.
- Bintou Sanankoua; Samuel Sidibé. Malian cuisine. — Washington: Smithsonian Folklife Festival, 2003.
- Bintou Sanankoua. Le cas du Mali. Les États-nations face à l'intégration régionale en Afrique de l'Ouest. [2] Series: Hommes et sociétés.. — Paris.: Karthala, 2007.